# Anthea Fraser
Pour les articles homonymes, voir Fraser.
Anthea Fraser, née en 1930, est une femme de lettres britannique, auteure de roman policier.

## Biographie
En 1974, Anthea Fraser publie son premier roman policier, Laura Possessed. En 1984, avec A Shroud for Delilah, elle commence une série consacrée à David Webb, un policier dans le Wiltshire. Après seize romans dans cette série, elle crée en 2003 le personnage de Rona Parish, un biographe et détective amateur.
Elle est secrétaire de la Crime Writers' Association de 1986 à 1996. En 1990, elle est admise au sein du Detection Club.

## Œuvre

### Romans signés Anthea Fraser

#### SérieDavid Webb
- A Shroud for Delilah (1984)
- A Necessary End (1985)
- Pretty Maids All in a Row (1986)
- Death Speaks Softly (1987)
- Nine Bright Shiners (1987)
- Six Proud Walkers (1988)
- The April Rainers (1989)
- Symbols at Your Door (1990)
- The Lily White Boys (1991) (autre titre I’ll Sing You Two-O)
- Three, Three the Rivals (1992)
- The Gospel Makers (1994)
- The Seven Stars (1995)
- One Is One and All Alone (1996)
- The Ten Commandments (1997)
- Eleven That Went up to Heaven (1999)
- The Twelve Apostles (2000)

#### SérieRona Parish
- Brought to Book (2003)
- Jigsaw (2004)
- Person or Persons Unknown (2005)
- A Family Concern (2006)
- Rogue in Porcelain (2007)
- Next Door to Murder (2008)
- Unfinished Portrait (2010)
- A Question of Identity (2012)
- Justice Postponed (2014)
- Retribution (2016)

#### Autres romans
- Laura Possessed (1974)
- Home Through the Dark (1974)
- Whistler’s Lane (1974)
- Breath of Brimstone (1977)
- Presence of Mind (1979)
- Island-in-Waiting (1979)
- The Stone (1980)
- The Macbeth Prophecy (1995)
- Motive for Murder (1996)
- Dangerous Deception (1998)
- Past Shadows (2001)
- Fathers and Daughters (2002)
- Thicker than Water (2009)
- Shifting Sands (2011)
- The Unburied Past (2013)
- A Tangled Thread (2016)
- Sins of the Fathers (2018)

### Romans signés Vanessa Graham
- In the Balance (1973)
- Time on Trial (1979)
- econd Time Around (1982)
- The Stand-In (1984)
- Such Men Are Dangerous (1988)